# Kusaya

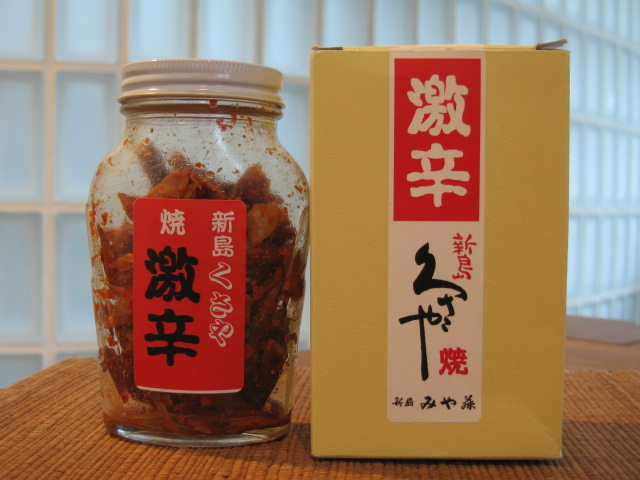
Kusaya embotellado de Niijima.

El kusaya (くさや,?  ‘huele mal’) es un estilo de pescado seco salado producido en las islas Izu, Japón. Es famoso por su mal olor, y es a menudo una cuestión de gusto y controversias, al igual que el Marmite y el queso azul. 

## Sabor
Aunque el olor del kusaya es fuerte, su sabor es muy suave. Al comerlo se suele acompañar de sake japonés o bien de Shōchū, pero sobre todo de una bebida en particular, Shima Jiman que es el orgullo de la isla. La salmuera utilizada para hacer el kusaya, incluye muchas vitaminas y ácidos orgánicos tales como el ácido acético, ácido propiónico y aminoácidos, y por tanto el pescado seco resultante es muy saludable.

## Historia

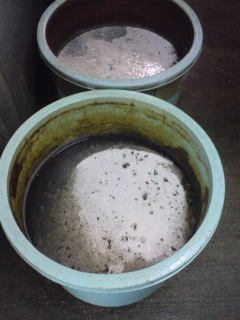
Salmuera usada para fabricar el kusaya en Hachijō-jima

El Kusaya se originó en las Islas Izu, probablemente en Niijima, donde, durante el periodo Edo la gente se ganaba la vida produciendo sal. Como los impuestos sobre la misma eran muy elevados, el uso de la sal para curar el pescado era escaso. La misma sal era reutilizada en muchas ocasiones, por lo que el pescado seco resultante tenía un olor muy intenso, al que más tarde se llamó kusaya.La salmuera apestosa resultante, pegajosa, color té, era transmitida de generación en generación como una herencia familiar, por así decirlo. Aunque el kusaya se haga en varias de las islas de Izu, se dice que el de Niijima tiene el olor más fuerte.

## Elaboración del Kusaya
Decapterus macarellus, peces voladores y otras especies similares son las usadas para elaborar kusaya. El pescado se lava en agua clara muchas veces antes de sumergirlo en la salmuera llamada Kusaya Honda (くさや液, literalmente "Kusaya salmuera") de ocho a veinte horas. Esta mezcla tiene una concentración de sal del 8%, en comparación con la concentración del 18% al 20% en las salmueras comunes para la curación de pescados. Después de este proceso, se deja secar el pescado al sol durante uno o dos días. El Museo Niijima-Mura en Niijima tiene varias instalaciones, que incluyen un vídeo, que explica como se hace el kusaya.